# Еню Тодоров
Еньо Тодоров Динев(среща се и като Еню) е български състезател по борба свободен стил.

## Биография
Роден е на 22 февруари 1943 година в село Априлово, община Гълъбово, област Стара Загора.
На летните олимпийски игри в Мексико през 1968 г. печели сребърен медал в категория до 62 кг. Тодоров печели 3 пъти европейското злато – в Скопие (1968), София (1969), Берлин (1970), веднъж е европейски вицешампион – в Карлсруе (1966).
Почетен гражданин на Гълъбово..
Умира на 25 май 2022 г., гр. София (по официален смъртен акт, база данни)
Погребан в Централни софийски гробища на 29 май 2022 г.